# Grega Bevc Haš
Grega Bevc Haš, slovenski pesnik, umetnik in pevec, * 21. september 1971, † 28. april 2003, Celje.
Grega Bevc Haš je bil pesnik mračnjaške poezije. Njegove pesmi so polne prizorov pekla, sadizma, mučenja, uničenja - pisal je o zgodovinskih zadevah, kot so povojni poboji njegovega Celja. Bil je tudi likovnik in pevec black metal glasbe. Njegovo življenje je bilo boemsko in tragično. Na svojih albumih je bil pevec in tekstopisec. Grega Bevc Haš je bil velik uporabnik  alkohola, ki ga je v 32. letu življenja spravil v smrt.

## Diskografija
- Alex Bass/Tetragram (cd, april 1999, Dead & Gone Records) SAZAS 1999
- Grega Bevc Haš/Doživljanje (cd, september 1999, samozaložba) SAZAS 1999
- G.B.Haš & Actooon/1999 (cd, 2008, Zagreb, Slušaj Najglasnije)
- Actooon/Tetragram (cd, ponatis 2011, Zagreb, Slušaj Najglasnije)